# FK Lokomotíva Trnava
FK Lokomotíva Trnava là một câu lạc bộ bóng đá Slovakia, đến từ thị trấn Trnava.